# Vicent Ruiz Monrabal

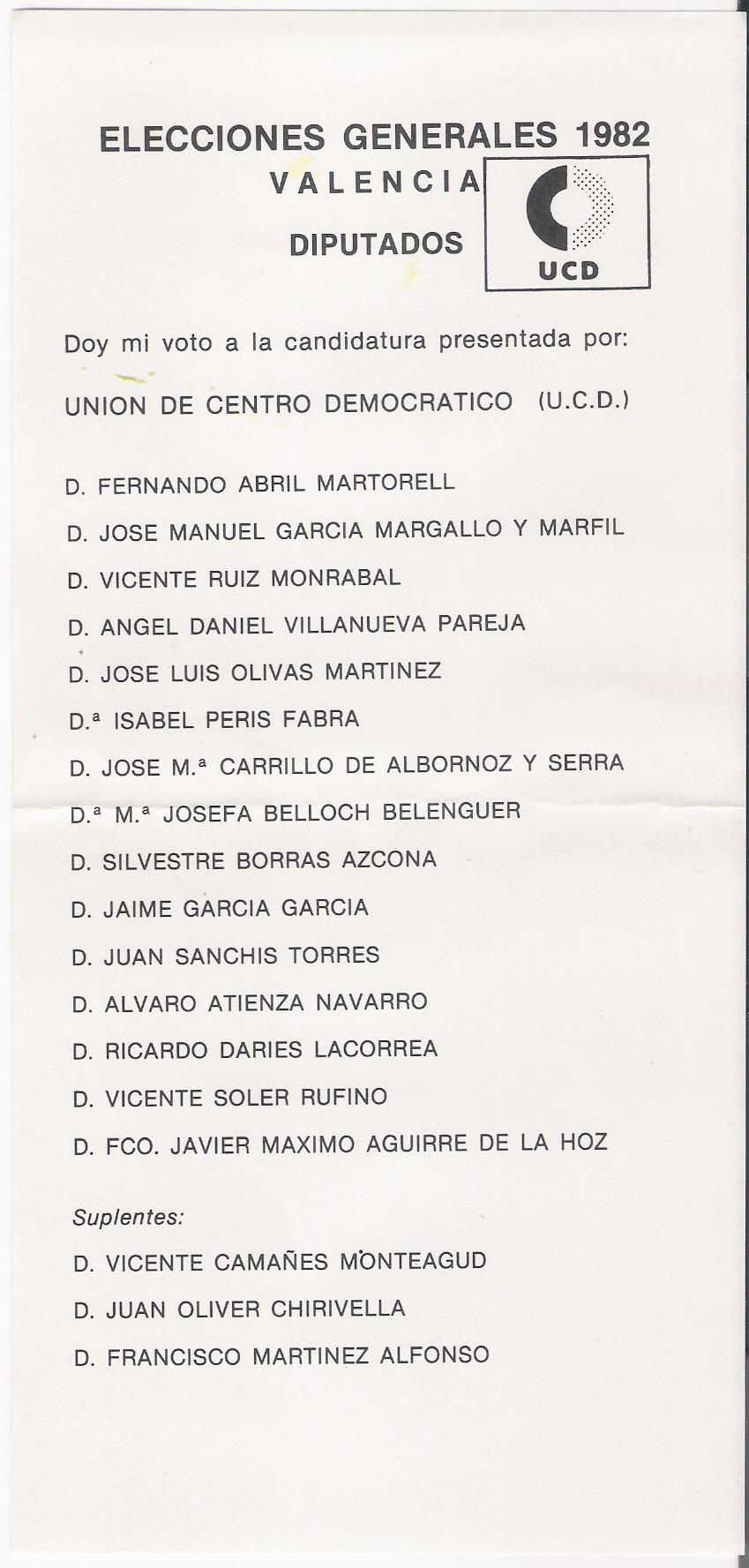
Llista de la UCD al Congrés per València, el 1982. Ruiz Monrabal ocupava el tercer lloc.

Vicent Ruiz Monrabal (Sedaví, 1936-2011) fou un advocat i polític valencià.

## Biografia
Es llicencià en dret per la Universitat de València en 1959, fou militant de les Joventuts d'Acció Catòlica i president de la Joventut Agrícola i Rural Catòlica (JARC) de València. Aquest moviment apostòlic especialitzat assumí progressivament un perfil polític de caràcter democristià, primer en el grup que actuava sota l'aparença d'una empresa cultural -PROLESA (Promoción de Lecturas, S.A.), dirigit per Salvador Sánchez Terán-; en un segon moment, ja més explícitament polític, com a Unió Democràtica Valenciana; i, finalment, incorporant-se en 1972 a la Unió Democràtica del País Valencià (UDPV), fundada en la clandestinitat en 1965. Fou fundador de Nova Cinematografía S.A., societat creada per promocionar joves valors al cinema.
Vicent Ruiz Monrabal fou secretari general de la UDPV i encapçalà la llista a les eleccions generals espanyoles de 1977 amb la UDPV dins l'Equip de la Democràcia Cristiana reclamant un estatut d'autonomia per al País Valencià, però no fou escollit. Després d'aquest fracàs abandonà la UDPV i ingressà a la UCD, partit amb el qual fou elegit diputat per València a les eleccions generals espanyoles de 1979.
Fou president de la Junta Diocesana d'Acció Catòlica, a principis dels anys setanta. Sota la seua presidència es publicà el 9 d'octubre de 1972, diada nacional valenciana, la circular "L'ús de la llengua vernacla en les diòcesis de la Província Eclesiàstica Valentina. País Valencià, Illes Balears", un informe molt ben documentat, que recollia el magisteri eclesial, documents de la UNESCO i la normativa vigent, per tal d'afavorir la inculturació de l'Evangeli en la llengua pròpia. També ha estat estretament lligat al món de les bandes de música, com a president de la Federació de Societats Musicals de la Comunitat Valenciana el 1973-1976 i president de la Confederació Espanyola de Societats Musicals. El 2005 fou nomenat cronista oficial de Sedaví.
Vicent Ruiz Monrabal va morir el 7 de setembre de 2011 al seu poble natal a l'edat de 75 anys.

## Obres
- Sedaví, Poble de l'Horta (1985)
- Censos del Señorío de Sedaví ... y otras curiosidades históricas (1996)
- Mare de Déu del Rosari. Patrona de Sedaví. Datos Históricos sobre su imagen y el templo parroquial (2006)
- Els Nostres Avantpassats, Malnoms de la Bona Gent y Asociaciones de Sedaví (2008)